# Olympische Sommerspiele 1964/Teilnehmer (Ceylon)
| Gelbes Symbol für Goldmedaillen mit stilisierten Olympischen Ringen | Graues Symbol für Silbermedaillen mit stilisierten Olympischen Ringen | Braundes Symbol für Bronzemedaillen mit stilisierten Olympischen Ringen |
| ------------------------------------------------------------------- | --------------------------------------------------------------------- | ----------------------------------------------------------------------- |
| —                                                                   | —                                                                     | —                                                                       |

Ceylon, das heutige Sri Lanka, nahm an den Olympischen Sommerspielen 1964 in Tokio mit einer Delegation von sechs männlichen Athleten an sechs Wettkämpfen in vier Sportarten teil. Es konnte keine Medaille gewonnen werden.

## Teilnehmer nach Sportarten

### Boxen
- Winston Van Cuylenburg
Fliegengewicht: 2. Runde
- Malcolm Bulner
Weltergewicht: 1. Runde

### Leichtathletik
- Ranatunge Karunananda
5000 m: Vorläufe
10.000 m: 29. Platz
Marathon: nicht angetreten

### Ringen
- Ernest Fernando
Fliegengewicht Freistil: in der Vorrunde ausgeschieden

### Schießen
- Habarakadage Perera
Kleinkaliber liegend: 69. Platz
- Ravi Jayewardene
Kleinkaliber liegend: 72. Platz